# واقعية معتمدة على النموذج
الواقعية المعتمدة على النموذج هي وجهة نظر في البحث العلمي تركز على دور النماذج العلمية للظواهر. وتزعم أن الواقع يجب تفسيره بناءً على هذه النماذج، وعندما تتداخل عدة نماذج في وصف موضوع معين، توجد حقائق متعددة ومتساوية في الصلاحية. وتزعم أنه لا معنى للحديث عن "الواقع الحقيقي" لنموذج ما لأننا لا يمكن أن نكون متأكدين تمامًا من أي شيء. الشيء الوحيد ذو المعنى هو فائدة النموذج. صاغ ستيفن هوكينج وليونارد ملودينوف مصطلح "الواقعية المعتمدة على النموذج" في كتابهما الصادر عام 2010 بعنوان "التصميم العظيم".